# Ananguié (Adzopé)
Pour les articles homonymes, voir Ananguié.
Modèle:Infobox village de Côte d'Ivoire
Ananguié est un village situé au Sud-est de la Côte d'Ivoire, et appartenant au département d'Adzopé, dans la Région de La Mé. La localité d'Ananguié fait partie de la  sous-préfecture d'Adzopé. Le périmètre du village d’Ananguié englobe dans ses limites le seul village d’Ananguié et les campements qui lui sont rattachés.